# Karel Nešvera
Karel Nešvera (* 10. února 1941) je bývalý český fotbalista, který nastupoval jako útočník a záložník.

## Fotbalová kariéra
Začínal v Rozdělově. V československé lize hrál za SONP Kladno. Nastoupil v 68 ligových utkáních a dal 8 ligových gólů.

## Ligová bilance
| Ročník                                   | Zápasy | Góly | Minuty | Klub        |
| ---------------------------------------- | ------ | ---- | ------ | ----------- |
| 1. československá fotbalová liga 1962/63 | 15     | 2    | 1 350  | SONP Kladno |
| 1. československá fotbalová liga 1963/64 | 22     | 1    | 1 916  | SONP Kladno |
| 1. československá fotbalová liga 1964/65 | 18     | 5    | 1402   | SONP Kladno |
| 1. československá fotbalová liga 1969/70 | 13     | 0    | 561    | SONP Kladno |
| CELKEM                                   | 68     | 8    | 5 229  |             |